# Guerras de unificación chinas
Las guerras de unificación chinas fueron una serie de campañas militares sucedidas a finales del siglo III a. C. entre el Estado Qin y sus rivales, Han, Zhao, Yan, Wei, Chu y Qi. Hacia el año 221 a. C. el territorio chino se hallaba unificado y se lanzó una campaña de conquista al sur del río Yangtsé. Estas campañas fueron el fin del período de los reinos combatientes y el inicio de la dinastía Qin.

## Antecedentes
Durante los reinos combatientes, Qin se desarrolló hasta convertirse en el más poderoso de los Estados feudales chinos. En 238 a. C., Ying Zheng se convirtió en rey de Qin tras eliminar a sus rivales políticos, el canciller Lü Buwei y el marqués de Changxin, Lao Ai. Con la ayuda de Li Si, Wei Lao y otros, Ying planeó la conquista de sus rivales y la creación de un Estado unificado.
Las claves eran inicialmente aliarse con Qi y Yan, conteniendo así a Wei y Chu de intervenir mientras conquistaba Han y Zhao. Es decir, buscaba aliarse con los estados más lejanos mientras conquistaba a los más cercanos a sus fronteras, pudiendo así derrotar a cada uno de sus enemigos de manera individual.

### El ejército de Qin
Un factor clave de las guerras de unificación fue la capacidad militar de Qin. A principios de la historia china los ejércitos estaban formados por nobles montados sobre carros de guerra, seguidos por campesinos armados con palos y piedras. Sin embargo, las constantes guerras entre los señores feudales forzaron a los Qin a la creación de una sociedad altamente militarizada, siguiendo su antigua tradición de guerreros nómadas.
Así, los rangos, dinero y premios obtenidos por un soldado Qin en campaña iban en beneficios directos para sus familias. Cuantas más cabezas de soldados enemigos llevara ante sus comandantes, mejor resultaría beneficiado, lo que se convertía en un gran incentivo para correr mayores riesgos, siendo más valientes y leales que las fuerzas de sus enemigos.
La disciplina también era muy dura. Si un soldado resultaba muerto su unidad entera debía ir y traer la cabeza de un enemigo en un plazo determinado o serían todos ejecutados.
Gracias al estudio de los guerreros de terracota, los estudiosos han logrados muchos conocimientos de cómo era el ejército Qin.
Los carros de batalla eran usados como puestos de mando móviles donde iban los oficiales, lo que les permitía supervisar rápidamente el campo de batalla. Estos daban órdenes a sus subordinados usando señales con tambores o estandartes. Los carros también estaban diseñados para poder lanzar ataques sorpresivos o rodear a las fuerzas enemigas. Siempre iban protegidos por unidades de infantería armadas con lanzas.
Los Qin poseían una poderosa caballería, gracias a su antigua tradición nómada. Su principal arma eran las ballestas y eran capaces de lanzar ataques contra las líneas de suministros enemigas, misiones de exploración. También, para acosar a las fuerzas enemigas en movimiento. Los soldados llevaban armaduras de cuero reforzadas por placas de metal para resistir a las flechas. Tenían espadas de bronce de un metro de largo, las más largas fabricadas entonces en China, lo que les permitía mantener alejado al enemigo.
El uso masivo de armas con una calidad estándar también demostró que los Qin tenían la capacidad de una producción industrial de armamentos en serie para armar un gran ejército. Destacan particularmente el uso de la ballestera. Unidades de ballesteros eran capaces de destrozar las filas rivales antes de iniciar la batalla.
Se mencionan 358 guerras entre 535 a. C. y 286 a. C., más de una anual. Frecuentemente en las crónicas hablan de ejércitos que fácilmente superaban los 100 000 hombres, las mismas dicen que en 26 grandes batallas de los siglos IV y III a. C., los ejércitos vencidos sumaron 1,8 millones de muertos y que en 15 enfrentamientos los Qin asesinaron 1,5 millones de enemigos. Aunque las movilizaciones eran masivas (todo varón desde los 15 años), tales cifras deben ser tomadas como exageraciones. En el siglo VII a. C. los ejércitos de campaña no pasaban los 10 000 efectivos, en la siguiente centuria pudieron llegar a los 50 000 y en el apogeo de estas guerras feudales se habla de 600 000, sin embargo, probablemente no pasaron de 100 000. Según algunos historiadores, este aumento simboliza el paso de ciudades-estado en la Primaveras y Otoños a los grandes feudos militarizados.

## Las campañas

### Conquista de Han
Por su posición geográfica, en el corazón de la Antigua China, el Estado de Han siempre había sido uno de los más débiles de los Estados Combatientes, y tras anteriores enfrentamientos con Qin se había debilitado aún más. En 230 a. C. el ministro del Interior de Qin, Teng, cruzó con un poderoso ejército el río Amarillo y tomó Zheng (actual Xinzheng, en la provincia de Henan), capital de Han. Tras esto el rey An de Han se rindió y su reino fue anexado por Qin, siendo reorganizado como la prefectura de Yingchuan, con capital en Yangzhai (Yuzhou, Henan). 

### Conquista de Zhao
En 236 a. C. Ying Zheng ordenó invadir Zhao con dos fuerzas distintas aprovechando que el grueso del ejército de este se hallaba atacando Yan. El ejército liderado por Wang Jian conquistó los territorios enemigos de Eyu (Heshun, Shanxi), Liaoying (Zuoquan, Shanxi). La segunda fuerza de Qin, comandada por Huan Yi, y Yang Duanhe, capturó Ye (Ci, Hebei) y Anyang (en el actual Henan). Zhao perdió nueve de sus ciudades y su poder militar se vio muy debilitado.
Dos años después, cuando Qin planeaba atacar Han, temía que Zhao interviniera en favor de su enemigo por lo que se decidió el envío de un ejército al mando de Huan Yi contra Zhao, atacando Pingyang y Wucheng (Ci, Hebei). El ejército de Zhao fue derrotado con la pérdida de 100 000 de sus hombres, incluido su comandante Hu Ze. En 233 a. C. las tropas de Huan Yi cruzaron las Montañas Taihang, y conquistaron Chili y Yi'an (Shijiazhuang, Hebei).
Al año siguiente la fuerza de Qin se dividió en dos para atacar Fanwu (Lingshou, Hebei) y Langmeng (Yangqu, Shanxi) pero fue derrotado por un ejército de Zhao liderado por Li Mu en Fanwu. Huan Yi huyó a Yan para evitar el castigo por su derrota. Sin embargo, las fuerzas de Zhao no pudieron aprovechar su éxito, sus fuerzas estaban tan debilitadas que solo les quedó retroceder a su capital, Handan.
En los dos años siguientes Zhao sufrió un terremoto y una severa hambruna. Aprovechando esta situación en 229 a. C. para lanzar un ataque de envolvimiento en el norte y otro en el sur contra Handan. Los tres ejércitos de Qin partieron de Shangdi, Jingxing y Henei, al mando de Wang Jian, Jiang Lei y Duanhe Yang, el objetivo final era una avance coordinado contra la capital enemiga, sumaban cerca de 500 000 hombres. Li Mu y Sima Shang dirigieron al ejército de Zhao, construyeron fortificaciones y ordenaron evitar la confrontación directa con el enemigo. Las fuerzas de Qin fueron incapaces de avanzar y se llegó a un punto muerto.
El estado de Qin entonces sobornó a Gou Kai, ministro de Zhao, quien empezó a sembrar la discordia entre el rey Qian de dicho Estado y Li Mu, el monarca dudando de la lealtad de su general su sustitución por los comandantes Zhao Cong y Yan Ju, pero Li Mu se negó. Entonces el rey ordenó su arresto y ejecución.
En 228 a. C. al enterarse de la sustitución de Li Mu por comandantes incompetentes Ying Zheng ordenó reiniciar la ofensiva, capturando Dongyang. Zhao Cong fue muerto en acción y Yan Ju huyó tras su derrota. Tras siete meses de campaña Handan cayó y fue quemada, el rey Qian fue capturado por el general Li Xin, quien a su vez fue el responsable de la caída de Handan, actuando bajo las órdenes de Wang Jian, esto fue lo que marcó el fin de Zhao. 
Mientras que el hermano mayor del monarca, el príncipe Jia, escapó a Dai (Yu, Hebei) con las fuerzas sobrevivientes y se proclamó "Rey de Dai". Seis años después un ejército Qin al mando de Ben Wang conquistó Dai y Jia capturado durante la campaña contra Yan. Como era costumbre, Ying Zheng reclutó a todos los hombres de Zhao en sus propias filas como refuerzos tras asegurarse su lealtad.

### Conquista de Yan
En 228 a. C. el ejército de Qin, al mando de Wang Jian acampó en Zhongshan a la espera de atacar Yan. El ministro Yu Wu le propuso al rey Xi de dicho estado hacer una alianza con Qi, Chu, Dai y quizás los xiongnu a fin de derrotar a Qin. Sin embargo, el príncipe heredero, Dan no creyó en la política de hacer alianzas y envió a Jing Ke a asesinar a Ying Zheng. El asesino llevaba una daga oculta en un mapa de Dukang, y la cabeza de Fan Wuji. El intento de magnicidio fracasó y Jing Ke resultó muerto.
En 226 a. C. usando el intento de asesinato como excusa, Ying Zheng ordenó a Wang Jian atacar Yan, quedando Wu Meng como asesor del general. Las fuerzas de Qin derrotaron a las fuerzas de Yan y Dai en una batalla en la orilla oriental del río Yi, y capturaron Ji (actual Pekín), capital de Yan.
El rey Xi y su hijo, el príncipe Dan, se retiraron a Liaodong (Liaoning) con las fuerzas restantes. Las fuerzas de Qin al mando de Li Xin persiguieron al enemigo hasta el río Yan donde le infligió una derrota contundente, las fuerzas de Yan resultaron destruidas casi totalmente. Tras esto el rey Xi asesino a su hijo y envió a Ying Zheng su cabeza, como señal de sometimiento. El rey Qin aceptó la paz y no atacó a Yan por tres años. 
En 222 a. C. Wang Ben y Li Xin dirigieron un ejército contra Liaodong, destruyendo a las restantes fuerzas de Yan, y capturaron al rey Xi, anexando a Yan. Los antiguos territorios de Yan fueron divididos en las prefecturas de Yuyang, Beiping, Liaoxi y Liaodong.

### Conquista de Wei
En 225 a. C. un poderoso ejército de 600 000 soldados Qin al mando de Wang Ben conquistó diez ciudades de Chu en un ataque de precaución para evitar un ataque de Chu mientras sus fuerzas estaban distraídas atacando Wei. Wang Ben dirigió sus fuerzas para atacar Daliang (Kaifeng, Henan), capital de Wei. La ciudad estaba ubicada entre los cursos de los ríos Sui y Ying y el canal Hong por lo que era muy difícil de atacar.
Wang Ben hizo un canal para traer agua del río Amarillo e inundar Daliang. Lo que se logró tras tres meses de asedio y trabajos. La ciudad quedó inundada en su mayor parte y unas 100 000 vidas se perdieron, incluyendo a civiles. El rey Jia de Wei se rindió y su Estado fue anexado a Qin. Wei fue dividido posteriormente en las prefecturas de Dang y Sishui.

### Conquista de Chu
En 224 a. C. Ying Zheng convocó una reunión para discutir sus planes de invadir Chu. Wang Jian dijo que la fuerza debía ser de al menos 600 000 hombres, mientras que Li Xin creyó que con menos de 200 000 podría conseguirse la victoria. El rey aceptó la idea del segundo y ordenó a Li Xin y Meng Wu dirigir la campaña contra Chu, mientras que Wang Jian se retiró de los asuntos de estado con la excusa de que estaba enfermo.
Los ejércitos de Qin consiguieron algunas victorias iniciales, Li Xin conquisto Pingyu (en Henan) y Meng Wu tomo Qinqiu (Linquan, Anhui). Tras tomar Yan (Yanling, Henan) Li Xin llevó a su ejército al oeste para encontrarse con Meng Wu en Chen Fu (Baofeng, Henan). El ejército de Chu, dirigido por Xiang Yan, evitó enfrentar frontalmente a las fuerzas invasoras con su ejército principal,  esperando a lanzar un contraataque sorpresa contra estos. Habían seguido secretamente a Li Xin por tres días y tres noches antes de lanzar un ataque sorpresivo. La derrota de Li Xin fue el mayor desastre militar sufrido por el Estado de Qin en las guerras de unificación.
Al enterarse de la derrota Ying Zheng, visitó en persona a Wang Jian para pedirle que regresara al ejército y le ofreció el dirigir una fuerza de 600 000 hombres, con Meng Wu como su segundo al mando. Wang Jian, al ser consciente de que el rey podría desconfiar de él por el alto poder que se le había sido otorgado, envió siempre presentes y regalos al monarca como señal de sometimiento y lealtad.
Wang Jian marchó con su gran ejército al sur de Chen (Huaiyang, Henan) y acamparon en Pingyu. Xiang Yan salió a enfrentarlos con todas las fuerzas que disponía, para lanzar una ofensiva contra la base enemiga pero fracasó. Wang Jian ordenó entonces no avanzar más a sus fuerzas, viendo que su enemigo no atacaría, Xiang Yan consideró prudente retirarse a líneas defensivas más seguras. 
Mientras las fuerzas de Chu estaban en plena retirada Wang Jian aprovechó para lanzar un ataque sorpresa contra estas. Las fuerzas de Chu en retirada fueron perseguidas hasta Qinan (Qichun, Hubei) donde Xiang Yan fue muerto durante la batalla.
Al año siguiente Ying Zheng lanzó un nuevo ataque contra Chu, capturando Shouchun (Shou, Anhui), capital enemiga. El rey Fuchu de Chu fue capturado y su Estado anexado a Qin. Un año después, Wang Jian y Meng Wu lideraron un ejército para conquistar la región de Wuyue (en las actuales Zhejiang y Jiangsu), habitado por los baiyues y capturaron a los descendientes de la familia real de Yue. La región de Wuyue se convirtió después en la prefectura de Kuaiji.

### Conquista de Qi
En 224 a. C. Tian Jian asumió el trono de Qi y dirigió junto con su madre la política de su Estado. El Estado de Qin sobornó al canciller de Qi, Hou Sheng, para disuadirle de aliarse con otros reinos en su contra. En 221 a. C. Qi era el único Estado que aún no se había sometido a Ying Zheng, solo entonces el rey de Qi se dio cuenta de la amenaza que se cernía sobre su Estado y ordenó movilizar a sus ejércitos a defender la frontera occidental, a pesar de que sus tropas estaban desmoralizadas y mal equipadas.
Ese mismo año Ying Zheng, usando como pretexto el rechazo a un negociador suyo por parte del rey de Qi, inició la campaña contra Qi. Sus generales Li Xin y Wang Ben planificaron atacar Qi desde Yan en la frontera norte, mientras que el grueso de las fuerzas enemigas estaban ocupadas en el oeste. En su avance encontraron poca resistencia hasta llegar a Linzi (Zibo, Shandong), capital de Qi. El rey Tian Jian se rindió sin luchar, tras ser persuadido por Hou Sheng. Su Estado fue dividió en las prefecturas de Qi y Langya.

## Consecuencias

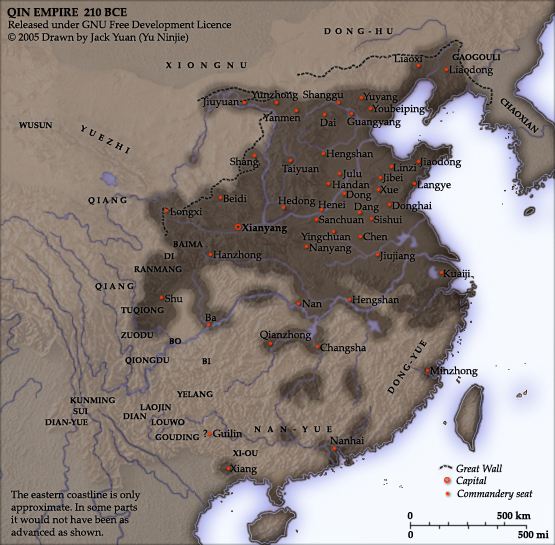
Mapa del Imperio Qin en 210 a. C.

Tras la conquista de Qi Ying Zheng se proclamó a sí mismo "Qin Shi Huang" (秦始皇; Primer Emperador de Qin) y fundó la dinastía Qin. El imperio fue dividido en 36 prefecturas con Xianyang como capital. Qin Shi Huang creó un Estado centralizado que se convirtió en la base administrativa de las futuras dinastías de gobernantes chinos.
Para evitar futuras rebeliones Qin Shi Huang ordenó el traslado forzado de las familias nobles más ricas y poderosas de los estados conquistados, para evitar que intentaran volver al poder alejándoles de las poblaciones, ejércitos y nobleza que les eran leales. Unas 120 000 familias aristócratas fueron llevadas a la capital imperial para ser vigilados de cerca.
Para eliminar las antiguas diferencias regionales estandarizó las medidas, los precios, las monedas y la escritura. Creando un sistema administrativo y judicial único y centralizado bajo el mandato directo del emperador. Castigó duramente el nepotismo y se intentó establecer una meritocracia. El Estado también reglamentó e intervino en todos los aspectos de la vida cotidiana de la gente común y se ejecutó a todo aquel que desobedeciera alguna ley.
A partir del 220 a. C. los nómadas iniciaron campañas de saqueo contra el Imperio Qin. Se ordenó vencerlos al general Meng Tian, quien con un ejército de 100 000 hombres los expulsó de la llanura del río Amarillo e inició la construcción de la primera Gran Muralla China en 215 a. C. En 219 a. C. también se inició la campaña de conquista contra los ancestros de los actuales vietnamitas que vivían en la actual provincia china de Guangdong y en el norte del Vietnam moderno. 
Los vietnamitas iniciaron entonces una larga guerra de guerrillas, sin embargo, el emperador estaba decidido a someterlos, ordenando construir el canal Lingqu para el transporte de suministros a sus tropas en el sur. Para 214 a. C., con el canal terminado las guerrillas vietnamitas se vieron superadas al no poder negar los suministros a los poderosos contingentes de Qin y se rindieron.